# Juan Breva
Antonio Ortega Escalona (Vélez-Málaga, 1844 - Málaga, 8 de junio de 1918), tercer hijo de Juan y Ana, que fue bautizado en la parroquia de Santa María La Mayor y luego bautizado artísticamente como Juan Breva, fue el más grande de los cantaores flamencos de Málaga. Su recuerdo es tan importante que la peña flamenca más notable de la ciudad lleva su nombre. El sobrenombre lo heredó de su abuelo paterno, que vendía frutas y brevas cantando estos pregones: «De los montes de Vélez traigo mis dulces brevas, las doy para probarlas». Destacó desde muy joven cantando verdiales y bandolás, en las fiestas y reuniones de su pueblo. Actualmente tiene familia tanto en Málaga como en Barcelona.

## Biografía
Criado en Vélez-Málaga en un caserío que todavía se conoce con el nombre de la Fuente del Moral, junto a sus hermanos José y Dolores, se libró de hacer el servicio militar en el sorteo, por lo que no participó en la larga guerra de Marruecos.
Iniciando su dedicación profesional al cante, en el Café del Sevillano, sito en la calle Siete Revueltas de Málaga, con un sueldo de veinte pesetas diarias, que superaba en el doble al normal de un cantaor por aquellos años. Solía acompañarse él mismo con su guitarra y su éxito aumentaba noche tras noche, ante un público entre el que abundaban la gente de su pueblo natal, dado que el café servía de estación de diligencias.
De Málaga se desplazó a otros puntos de su provincia, entre ellos Álora, Coín y Ronda, e igualmente ciudades y localidades de Cádiz y Córdoba. Sus actuaciones se sucedían como primera figura en los cafés cantantes malagueños de El Turco, España, Chinitas, etc. El año 1883 realizó una gira por Andalucía, Extremadura y gran parte de Levante.
Según Fernando el de Triana, Juan Breva era el «rey del cante clásico malagueño, y como tal, fue el único cantaor que mereció el alto honor de cantar en el propio Palacio Real de Madrid y en presencia de SS. MM. Don Alfonso XII y Doña María Cristina, pues aunque otros cantaores también les cantaron a los reyes, siempre lo hicieron en el palacio tal o en el palacio cual, que no es lo mismo». Cuentan que en 1884, Don Rogelio, su amigo y maestro, le escribe desde una prisión militar para que le ayudara a salir. El veleño pidió ayuda a un general, a quien además invitó a acudir aquella noche a La Bolsa a escucharle cantar, caprichos del destino. El militar avisó al Rey Alfonso XII de la presencia de Breva en la ciudad y este le hizo llamar. Se produjo así el famoso concierto personal para público de sangre azul, una anécdota muy conocida por los amantes del legado del cantaor. Dicen las crónicas que terminada la tonadilla, el monarca quedó rendido por su cante y le dijo que haría «cualquier cosa que le pidiera». Breva pidió al rey que liberase a su «compadre», dando paso a su amistad.
Afirma Fernando el de Triana que «para dar una idea de la clase de artista que sería Juan Breva, basta decir que el año 1884 cantaba en Madrid en tres espectáculos, o sea, en el teatro Príncipe Alfonso, en el café del Barquillo y en el café del Imperial. Ganaba en cada uno de los dos primeros locales cinco duros; en el Imperial esa cantidad más casa para su familia, con la nota curiosa en los contratos que había que pagarle en oro». Continuó sus giras por toda España, fue en esa época cuando conoció a Rubén Darío y el tenor Julián Gaya. En 1906, después de recorrer en varias ocasiones el país entero, vuelve a Málaga, avecinándose en el barrio de Capuchinos y frecuentando la denominada Taberna de Plácido y la tienda de bebidas que, en su pueblo de Vélez-Málaga, regentaba su hermana Dolores; locales donde solía cantar en reuniones íntimas. Durante una visita a la capital malagueña del rey Alfonso XIII, Juan Breva canta en su presencia y tiene ocasión de hablar con él, comunicándole que le ha sido anulada una pensión vitalicia que le había concedido su padre, siendo su petición atendida por el joven rey.
Vive una temporada en Almería, donde se establece como comerciante, instalando una freiduría, para volver de nuevo a Málaga, refugiándose en la Caleta.Tras la muerte de su esposa en 1913, se retiró a su casa de la calle malagueña de Canasteros, donde vivió con su hijo, hasta su muerte. Su última actuación en público, estando ya muy mermado de visión, tuvo lugar a principios de 1918 en el Teatro Principal de Vélez-Málaga, falleciendo el 8 de junio de ese mismo año, cuando contaba setenta y cuatro años. Para sufragar los gastos de su entierro, se realizó una colecta y se vendió el alfiler de corbata de oro que le quedaba de los varios que le regaló el rey Alfonso XII. Así lo declara Fernando el de Triana: «Después, pasó lo que tenía que pasar, pues los dineros del sacristán, cantando se vienen, cantando se van». Fue enterrado en el cementerio de San Miguel de Málaga, con la inscripción siguiente en la lápida: «Juan Breva, célebre cantaor de malagueñas. Falleció el 8 de junio de 1918. Recuerdo de su hijo y admiradores». Asistieron a su entierro entre otros amigos y compañeros su paisano Fidelio García Pareja, Joselito el de la Venta, los cantaores El Perote, Juan Padilla, Antonio Vargas, Tomás Morilla, El Jerezano, Niño de las Moras y los tocaores Carlos Sánchez y El Caldero.

## Estilo
Impulsor y creador de las malagueñas y verdiales, cantaba todos los palos, fandangos: fandango verdial, fandango abandolao, fandanguillos, malagueñas, soleares, peteneras y guajiras.

Autor de sus propias coplas y creador de un estilo de malagueñas, algunas de las cuales impresionó en discos, así como otros estilos, el arte de Juan Breva ha sido glosado por cronistas, escritores, flamencólogos y poetas ampliamente, como corresponde a su personalidad flamenca que indudablemente creó una escuela de cante, mereciendo opiniones como la siguiente:
Nadie, absolutamente nadie, sin exclusión de estilos, géneros ni personalidades, ha gozado de más popularidad, ni sumado más simpatías, ni recibido más homenajes, ni escuchado más simpatías, ni obtenido más éxitos que este artista; nadie tampoco ha aprovechado menos el fruto material de esos éxitos, ni ha sido más generoso, ni más enamorado del arte, ni más desgraciado en el descenso de su vida, ni ha podido burlarse con más justicia que él de las veleidades de la fortuna y la inseguridad de los triunfos artísticos. No hay desde los Pirineos al Estrecho de Gibraltar, comarca donde se ignore que existe, mejor dicho que existió, puesto que ya ha muerto para el arte escribe en 1904-, un cantaor de malagueñas que se llamó Juan Breva, que llenó a España con los gritos de su corazón, corazón inmenso de un artista gigante, que subyugó a todos los públicos con las inimitables melodías de su alma, que ensordeció todas las regiones con el eco de sus victorias... Fue siempre tan personal, tan suyo, que no satisfecho con la creación de su estilo, cantó generalmente en ese estilo coplas cuyas letras componía él mismo, como si le repugnara vestir a su sentimiento con el ropaje de otros, engalanar sus alegrías con adornos prestados, amortajar sus misiones con sudarios que no le pertenecieran... Hoy se puede ver transitar por las pintorescas barriadas de la capital malagueña a un anciano de aspecto venerable y humilde, que viste con excesiva modestia, que vive pobremente, que llora hace años la pérdida de la vista con unos ojos sin pupila y sin luz, que inclina la cabeza como si le agobiara el peso de un mundo, de un mundo de recuerdos, de ilusiones rotas, de glorias esfumadas y deshechas en la oscuridad de la noche del pasado... Cantando en Sevilla en el Café de Silverio, ese otro gigante del cante jondo, quizá el primero de todos en el primero de los géneros, la siguiriya gitana, que fue el que cultivó con preferencia. El Breva lograba conmover hasta el gran cantaor argentino, labor verdaderamente difícil, y éste apreciaba en todo su valor el indiscutible mérito del artista de Málaga, con tanta sinceridad, que el primer puesto del tablado de Franconetti, lo tuvo siempre que quiso a su disposición El Breva. Este es el mejor elogio, tratándose como se trata del primer juez en el arte.

G. Núñez de Prado

## Grabaciones
En la dilatada vida profesional de Juan Breva, encontramos una serie de discos (placas de pizarra), que grabó en 1910 junto a Fernando El Herrero, La Niña de los Peines, El Niño de la Isla y El Niño de las Marianas, entre otros intérpretes flamencos.
En la referencia de las grabaciones del cantaor malagueño, encontramos reseñados los siguientes cantes: fandangos, soleares, peteneras y guajiras. Referente al cante por fandangos, hemos de resaltar que los mismos quedan reflejados con diferentes títulos, como fandango verdial, fandango abandolao, fandanguillos, malagueñas-fandanguillos y malagueñas.

## Posteridad
Dado que desde 1929, nadie se ocupó de su sepultura, sus restos desaparecieron el 15 de mayo de 1933, al no haber sido pagados los derechos correspondientes. Al decir de Miguel Berjillos, «seguramente hubiesen perdurado hasta nuestros días de no existir diferencia entre el nombre de la lápida y el de su inscripción mortuoria», ya que en la lápida constaba el de Juan Breva y en el registro el de Antonio Ortega Escalona.Tuvieron que pasar muchos años, para que su memoria fuera reivindicada, principalmente a través del poema que le dedicara Federico García Lorca, tan descriptivo de su persona como exaltativo de su arte:

Juan Breva tenía
cuerpo de gigante
y voz de niña.
Nada como su trino.
Era la misma
pena cantando
detrás de una sonrisa.
Evoca los limonares
de Málaga la dormida,
y hay en su llanto dejos
de sal marina.
Como Homero cantó
ciego. Su voz tenía,
algo de mar sin luz
y naranja exprimida.
Federico García Lorca, «Juan Breva», Viñetas flamencas, Poema del cante jondo, 1921 (publ. 1931).

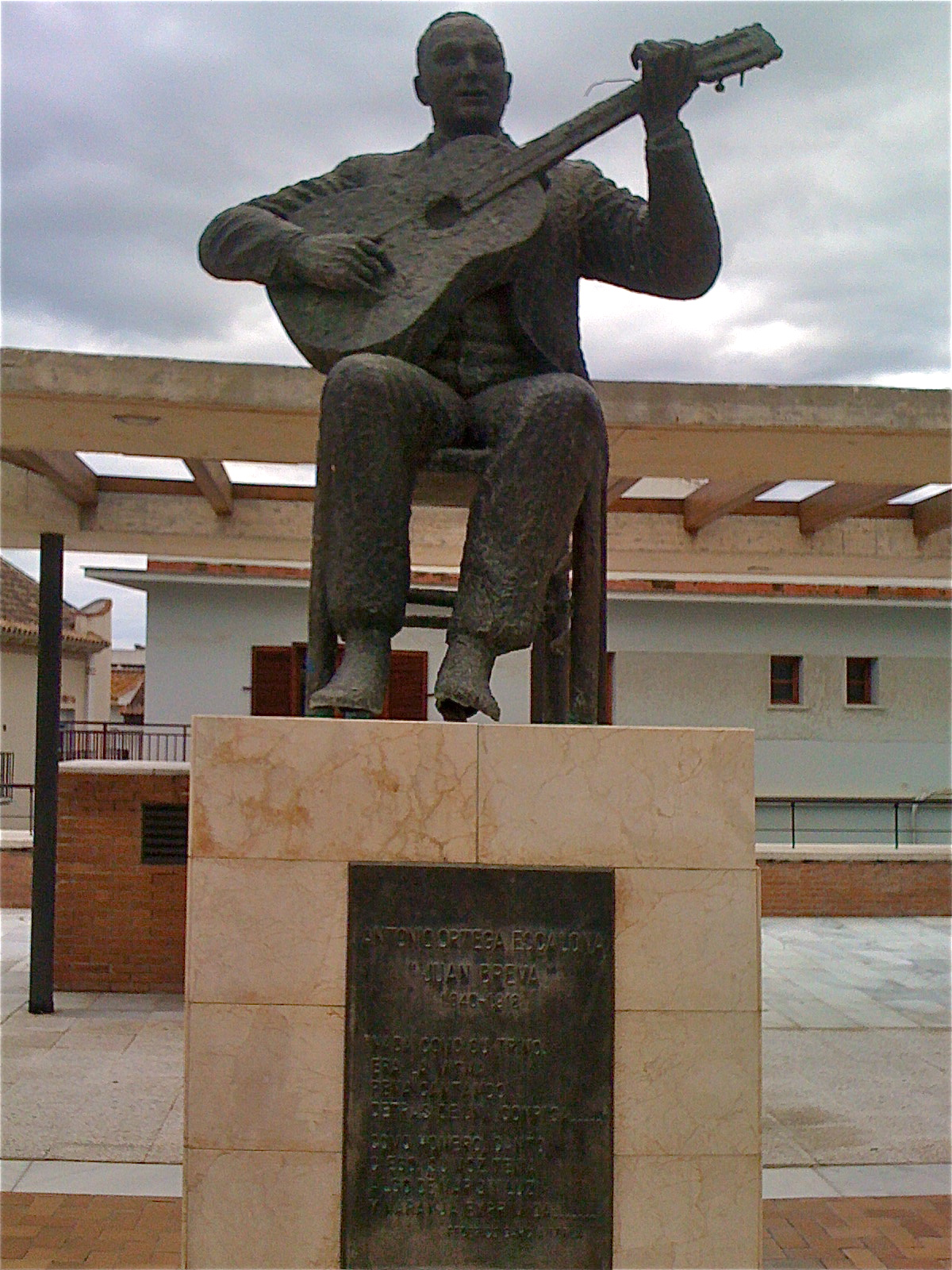
Escultura de Juan Breva en Vélez-Málaga realizada en 1970 por Jaime F. Pimentel.

La creación de una peña flamenca en Málaga con su nombre  en 1958 y la dedicación de una calle en la barriada de Ciudad Jardín (Málaga) y otra en Vélez-Málaga, así como denominar con su nombre, a partir de 1976, el festival flamenco anual de Vélez-Málaga, constituyeron los primeros homenajes a su personalidad artística en la etapa de revalorización del flamenco, destacando entre ellos la Exposición de Pintura Pro Monumento a Juan Breva, organizada por la Peña Flamenca de Vélez-Málaga, en 1969, con cuadros de Juan Acosta Díaz, Bárbara Babañuska, Juan Berraquero, Miguel Berjillos, José Bonilla, Pepe Bornoy, Francisco Clavero, Eugenio Chicano, Agustín Domínguez, Juan Fernández, Beli García, Fernando Gil, Evaristo Guerra, Francisco Hernández, Antonio Hidalgo, Hurtado, Joaquín Lobato, Claudio López, Cipriano Maldonado, Paco Merenno, José Reina Delgado, José Reina Miguel, Manuel Ruiz, Antonio Valdés, Antonio Vélez, Pío Verdú y Rodrigo Vivar.
El monumento a su vida y cante, costeado por suscripción popular y original de Jaime Pimentel, que lo representa sentado en una silla de anea y tocando su guitarra, está instalado en la Plaza del Carmen de Vélez-Málaga, y fue inaugurado el 30 de mayo de 1970; celebrándose con tal motivo un solemne acto en el que intervinieron José Méndez Hoyos, presidente de la Peña Flamenca de Vélez-Málaga; José Luque Navajas, presidente de la Peña Flamenca Juan Breva; Antonio García Rodríguez Acosta, director general del Instituto Español de Emigración, y el poeta Federico Muelas.